# Мейджи
Вижте пояснителната страница за други личности с името Мейджи.
Император Мейджи (на японски: 明治天皇) е 122-рият император на Япония, според традиционния ред на наследяване, и управлява от 3 февруари 1867 г. до смъртта си на 30 юли 1912 г. Неговото истинско име е Муцухито (на японски: 睦仁). Подобно на всички свои предшественици, след смъртта си той става известен с посмъртното си име. Именно след неговата смърт се установява новата традиция, според която след смъртта на всеки император се дава име, съвпадащо с ерата, през която е царувал. Тъй като е царувал през ерата Мейджи, той е известен като император Мейджи.

## Биография
Мейджи е роден на 3 ноември 1852 г. в Киото, тогава в провинция Ямаширо. Той е син на император Комей. По това време Япония представлява изолирана, пред-индустриална, феодална страна, доминирана от шогунската династия Токугава и от едрите земевладелци даймио, които управляват повече от 250 децентрализирани територии. През 1860 г. Муцухито е обявен за кронпринц, а след смъртта на баща си през 1867 г. се възкачва на императорския престол. Церемонията по коронацията му се провежда на следващата година, когато и приема името Мейджи. Идването му власт съвпада с разпадането на шогуната Токугава и възстановяването на върховната императорска власт над страната. За разлика от баща си, той подкрепя растящия народен консенсус за нужда от модернизация на Япония по западен модел. През 1868 г. Мейджи дава клетва от пет принципа, с която започва курса на модернизация на страната:
1. Ще бъде свикано широко събрание и всички държавни работи ще се решават в съгласие с общественото мнение.
2. Всички – управници и управлявани – трябва да се посветят единодушно на делото на преуспяването на нацията.
3. На всички военни и цивилни лица и на простолюдието ще бъде позволено да осъществяват своите стремежи и да развиват своята дейност.
4. Всички лоши обичаи от миналото ще бъдат премахнати. Ще се спазват правосъдието и безпристрастието, тъй като те се разбират от всички.
5. Ще се заимстват знания от цял свят и по такъв начин основите на империята ще бъдат затвърдени.

Като император той формално нарежда, макар да не започва, премахването на феодалната земевладелска система през 1871 г., както и създаването на нова училищна система през 1872 г., приемането на кабинетната система в правителството през 1885 г., провъзгласяването на Конституцията Мейджи през 1889 г. и учредяването на японския парламент през 1890 г. Той играе активна роля във воденето на Първата китайско-японска война (1894 – 1895) и Руско-японската война (1904 – 1905). През 1910 г. издава указ, провъзгласяващ анексирането на Корея от Японската империя. Същата година обаче срещу него е извършен опит за убийство – т.нар. инцидент Котоку. В резултат на провала на заговора, Мейджи организира масови арести и екзекуции на леви елементи.
По времето на управлението ма Мейджи, столицата е преместена от Киото в Едо (Токио). През 1871 г. страната е организира в 72 префектури, заменящи провинциите на бившия шогунат.
Мейджи се превръща в символ на наслагването на западните идеи и иновации върху основата на японската култура. Той дори носи западни дрехи и яде храна, приготвена по западен маниер, но в същото време написва 100 000 поеми в традиционен японски стил през живота си. Когато Мейджи умира през юли 1912 г., Япония вече е претърпяла политическа, социална и индустриална революция, известна като Реставрация Мейджи и се е превърнала в една от великите сили на международната сцена. Наследен е от сина си Йошихито.